# Azul – Paradies in Gefahr
Azul – Paradies in Gefahr (in Mexiko Azul) ist eine mexikanische Telenovela, die 1996 von Televisa produziert wurde und in der Kate del Castillo, Armando Araiza und Keiko die Hauptrollen spielen, mit den Antagonisten Elvira Monsell und Tiaré Scanda, sowie den Hauptdarstellerinnen Alma Muriel und Patricia Reyes Spíndola. Die Handlung dreht sich um das Thema Ökologie anhand von Keiko, einem Schwertwal, der im Vergnügungspark Reino Aventura (heute Six Flags México) in Mexiko-Stadt auftrat. Es handelte sich um eine letzte Abschiedsfeier für Keiko, der das Land verlassen sollte, um in das Oregon Coast Aquarium zu gehen, wo er für ein freies Leben im Ozean ausgebildet werden sollte.

## Geschichte
Alejandra ist eine junge Frau, die im Delfinarium eines Vergnügungsparks in Mexiko-Stadt arbeitet. Sie kümmert sich zusammen mit Juanjo und Fina um die Delfine und Keiko, einen zarten Orca, der im Park lebt und die Besucher unterhält.
Alejandra studiert Krankenpflege und ist Teil des Trainerteams des Parks. Ernesto Valverde ist der Besitzer des Vergnügungszentrums, er ist grausam und hat mit seinem Anwalt vor, Keiko zu töten und ein Geschäft mit dem organisierten Verbrechen zu machen.
Enrique ist ein unabhängiger und gut aussehender junger Mann, der Tiere liebt. Er ist der Sohn von Ernesto Valverde und ist gegen die finsteren Pläne seines Vaters. Enrique schließt sich der Gruppe von Ausbildern an und lernt Alejandra kennen. Sie verlieben sich ineinander, und gemeinsam stellen sie sich einer Reihe von Problemen, um Keiko zu retten.
Keiko wird die beste Freundin von Alejandra und Enrique, und gemeinsam bringen die drei viele Menschen zum Lachen.

## Darsteller
- Kate del Castillo – Alejandra
- Armando Araiza – Enrique Valverde
- Alma Muriel – Elena Kuri
- Armando Silvestre – Ernesto Valverde
- Patricia Reyes Spíndola – Martha
- Alfonso Iturralde – Dr. Carlos Grimberg
- Lucila Mariscal – Fina
- Elvira Monsell – Paz
- Tiaré Scanda – Karina
- Arturo Beristáin – Gustavo Galván
- Juan Carlos Serrán – Dr. Solórzano
- Gabriela Hassel – Yeni
- Keiko
- Roberto Ramírez Garza – Ramón
- Aída Naredo – Lola
- Gustavo Ganem – Pancho
- Oscar Uriel – Juanjo
- Eduardo Schillinsky – Sergio
- Julio Bracho – Luis Aguirre
- Zoraida Gómez – La Chamos
- Eleazar Gómez – Lupito
- Hixem Gómez (†) – Héctor
- Ulises Ávila – Ulises
- Daniel Habif – Ricky
- Paulo Serrán – Beto
- Pedro Marás – Detektiv Mendoza
- Manuel Sánchez Martínez
- Mané Macedo – Julia
- Renata Fernández – Renata
- Jaime Gerner – Der Schwede
- José Antonio Coro – Dr. Meyer
- Claudia Eliza Aguilar – Die Arbeiterin
- Socorro Avelar – Direktorin
- Raúl Araiza – Javier Valverde
- Moisés Iván
- Mauricio Aspe – Roberto
- Maristel Molina – María
- Silvia Contreras – Delia
- Galilea Montijo – Mara
- Rudy Casanova – Dr. Lefebre
- Ana de la Reguera – Cecilia
- Elías Rubio – Rubén
- Laura Montalvo – Clara
- Carlos Martínez Chávez – Dr. Serrán
- Luis Bernardos – Vicente
- Fernando Arturo Jaramillo – Locutor